# 龙荔
龙荔（学名：Dimocarpus confinis，俗称疯人果）为无患子科龙眼属下的一个种。龍荔和龍眼與荔枝為同類，果實雖甜美但有微毒，所以不為直接食用，本植物的木質優異堅固才被人工種植。
龙荔虽然是野生稀有物种，在1993年到1994年间却被中国大陆很多媒体错误报道为桂圆的仿冒品，相关的销毁行动造成巨大经济损失。